# 對性工作者的暴力
对性工作者的暴力即為一種對性工作者的暴力行為，由於大部份性工作者為女性，因此與社會普遍存在的蕩婦羞辱、道德標準、法律政策以及從業環境有關，而這卻被社會普遍容忍與接受，並且也很少施以同理，覺得性工作者活該受暴。

## 形式
性工作者遭受的暴力常常來自嫖客對性工作者的言語羞辱、肢體暴力、性侵、白嫖、洗劫，皮條客的剝削、人口販運、軟禁等等，以及來自警察等執法人員，尤其在懲罰賣淫的國家更為嚴重，警察常常收取保護費與白嫖，同時也會有衛道人士基於個人道德標準對娼妓施暴。